# Reece James (cầu thủ bóng đá, sinh năm 1993)
Reece James (sinh ngày 7 tháng 11 năm 1993) là một cầu thủ bóng đá chuyên nghiệp người Anh hiện đang thi đấu ở vị trí hậu vệ trái cho câu lạc bộ Sheffield Wednesday tại EFL Championship.

## Sự nghiệp
Sinh ra ở Bacup, Lancashire, James bắt đầu sự nghiệp bóng đá của mình như là một cầu thủ trẻ với câu lạc bộ địa phương Rossendale United, và dành thời gian với Blackburn Rovers và Preston North End trước khi ký hợp đồng với Manchester United vào tháng 7 năm 2012. Anh ký hợp đồng với Carlisle trên một khoản vay nửa mùa giải trong tháng 7 năm 2013, và ra mắt chuyên nghiệp của mình trong ngày khai mạc của mùa giải 2013-14 trong trận thua 5-1 sân nhà trước Leyton Orient. Tuy nhiên, anh bị chấn thương ngay trước khi quả phạt đền giúp Carlisle chiến thắng trước Blackburn Rovers tại League Cup vào ngày 7 tháng 8, và trở lại Manchester United vào ngày 24 tháng 9 năm 2013.
Sau khi trở về Manchester United, James luôn xuất hiện trong đội hình dự bị cho phần còn lại của mùa giải, và các trận đấu của anh đã dẫn đến một đề cử cầu thủ xuất sắc nhất trong năm, sau đó thua Saidy Janko. Anh đã ra mắt trong câu lạc bộ ở trận mở màn của câu lạc bộ trước mùa giải tour du lịch Hoa Kỳ vào ngày 23 tháng 7 năm 2014, và ghi hai bàn từ một vai trò cánh trái trong trận Manchester United đánh bại LA Galaxy 7-0.

## Thống kê sự nghiệp
Tính đến ngày 18 tháng 1 năm 2020
| Câu lạc bộ               | Mùa giải            | Premier League | Premier League | FA Cup | FA Cup | League Cup | League Cup | Khác | Khác | Tổng cộng | Tổng cộng |
| Câu lạc bộ               | Mùa giải            | Trận           | Bàn            | Trận   | Bàn    | Trận       | Bàn        | Trận | Bàn  | Trận      | Bàn       |
| ------------------------ | ------------------- | -------------- | -------------- | ------ | ------ | ---------- | ---------- | ---- | ---- | --------- | --------- |
| Manchester United        | 2013-14             | 0              | 0              | 0      | 0      | 0          | 0          | 0    | 0    | 0         | 0         |
| Manchester United        | 2014-15             | 0              | 0              | 0      | 0      | 1          | 0          | –    | –    | 1         | 0         |
| Manchester United        | Tổng cộng           | 0              | 0              | 0      | 0      | 1          | 0          | 0    | 0    | 1         | 0         |
| Carlisle United (mượn)   | 2013-14             | 1              | 0              | 0      | 0      | 1          | 0          | –    | –    | 2         | 0         |
| Rotherham United (mượn)  | 2014–15             | 7              | 0              | 1      | 0      | –          | –          | –    | –    | 8         | 0         |
| Huddersfield Town (mượn) | 2014–15             | 6              | 1              | –      | –      | –          | –          | –    | –    | 6         | 1         |
| Wigan Athletic           | 2015–16             | 26             | 1              | 1      | 0      | 1          | 0          | –    | –    | 29        | 1         |
| Wigan Athletic           | 2016–17             | 0              | 0              | 0      | 0      | 0          | 0          | –    | –    | 0         | 0         |
| Wigan Athletic           | 2017–18             | 22             | 0              | 4      | 0      | 1          | 0          | –    | –    | 28        | 0         |
| Tổng cộng                | Tổng cộng           | 48             | 1              | 5      | 0      | 2          | 0          | –    | –    | 57        | 1         |
| Sunderland               | 2018–19             | 27             | 0              | 2      | 0      | 1          | 0          | –    | –    | 34        | 0         |
| Doncaster Rovers         | 2019–20             | 23             | 2              | 2      | 0      | 1          | 0          | –    | –    | 28        | 2         |
| Tổng cộng sự nghiệp      | Tổng cộng sự nghiệp | 112            | 4              | 10     | 0      | 6          | 0          | 0    | 0    | 136       | 4         |

## Cuộc sống cá nhân
Anh trai James, Matty, cũng là một sản phẩm của học viện Manchester United, hiện đang chơi cho Leicester City